# Herb gminy Kąkolewnica
Herb gminy Kąkolewnica – jeden z symboli gminy Kąkolewnica, ustanowiony 25 sierpnia 2011.

## Wygląd i symbolika
Herb przedstawia na tarczy w polu błękitnym umieszczony centralnie kwiat kąkolu, po jego bokach symetrycznie umieszczone dwa kwiaty kąkolu. Płatki kwiatów białe, listki i łodygi złote, pręciki o barwie identycznej jak tarcza herbowa. Jest to tzw. herb mówiący, nawiązujący do nazwy gminy.